# Karschia mastigofera
Karschia mastigofera es una especie de arácnido  del orden Solifugae de la familia Karschiidae.

## Distribución geográfica
Se encuentra en Turquía, Armenia y Georgia.